# Veltheim (Ohe)
Veltheim (Ohe) est une municipalité allemande du land de Basse-Saxe et de l’arrondissement de Wolfenbüttel. En 2015, elle comptait 992 habitants.

## Source
- (de) Cet article est partiellement ou en totalité issu de l’article de Wikipédia en allemand intitulé « Veltheim (Ohe) » (voir la liste des auteurs).